# Geocoin

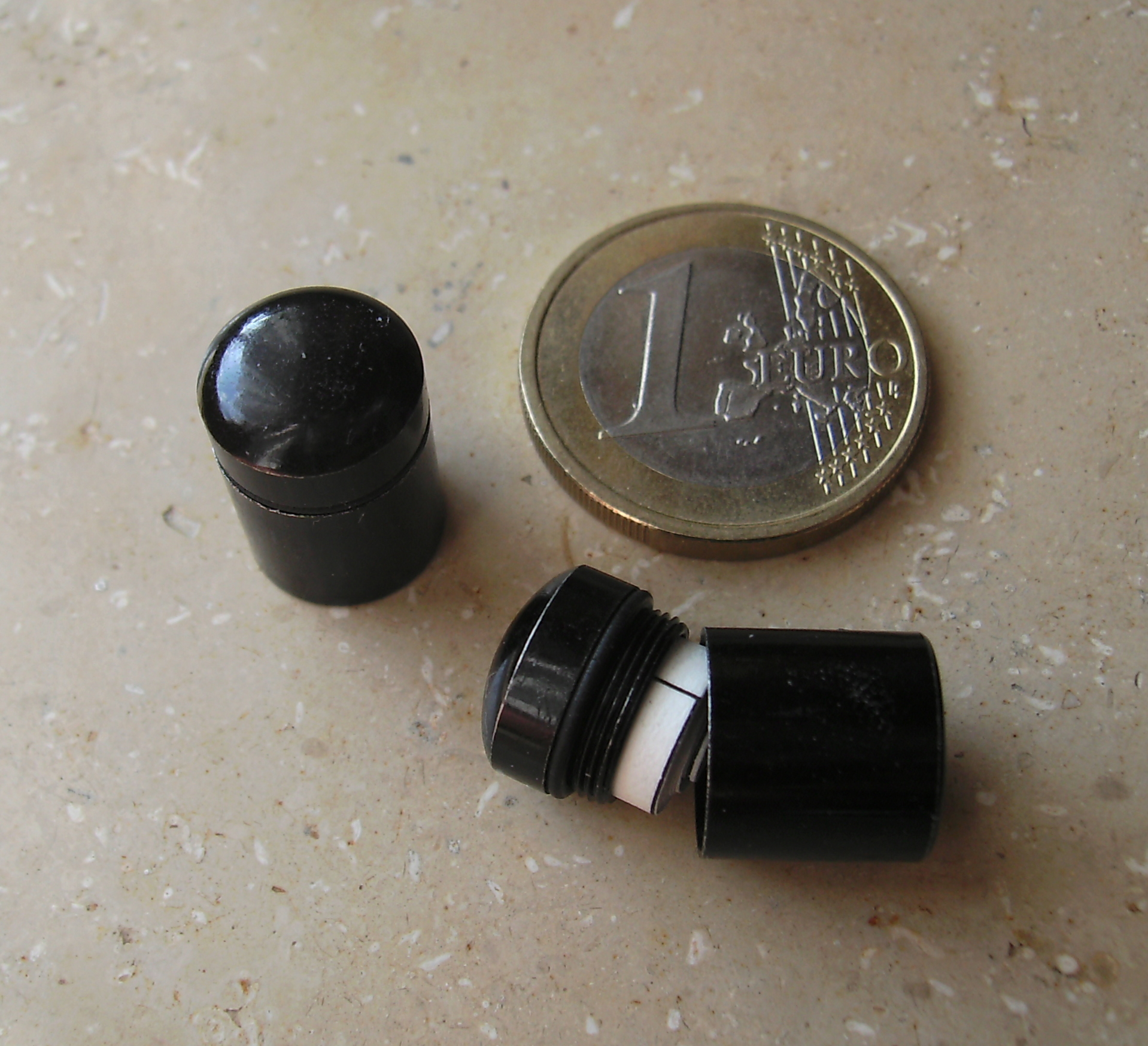
Un esempio di nanocache in cui nascondere un nanocoin

Un geocoin è una moneta metallica o lignea dalla forma ricercata, essa viene utilizzata sia per il geocaching sia in ambito collezionistico. I primi geocoin furono inventati da John Stanley (il cui nome utente è moun10bike) come elemento distintivo da inserire nelle singole cache, di solito misurano in diametro dai 38mm ai 51mm e in spessore dai 2,5mm ai 4mm. Sotto ai 25mm son detti microcoin perché pensati per essere contenuti in una microcache; ve ne sono anche di taglie più piccole e prendono il nome di nanocoin (13mm). Se il diametro supera i 76mm sono detti macrocoin e contengono la dicitura "This is not a coin, but an anchor" ("Questa non è una moneta, ma un'ancora"). Molti di essi sono anche rintracciabili in tutto il mondo tramite un apposito codice detto tracking code.

## Descrizione
I geocoin normalmente sono strumenti personali, come una sorta di firma per il geocacher che predispone un design più o meno unico e legato a sé tramite il sito internet. Tra i più comuni abbiamo i geocoin con le bandiere nazionali.
Tra le opzioni selezionabili per i geocoin, così come per i trackable su Geocaching.com, vi sono: Scrivi una nota, Scoperto, Prendi, Transita e Deposita. Scrivi una nota che è un'opzione generica presente anche nei log delle singole cache, Scoperto e Prendi richiedono l'inserimento del codice alfanumerico specifico presente sul geocoin, mentre le altre due Transita e deposita presuppongono che sia stato preso e inserito il codice per cui non va reinserito ma va selezionato semplicemente il codice della cache in cui lo si fa transitare o depositare. Finché non lo si deposita (in una cache diversa) il geocoin risulterà in mano a un utente, ma resterà segnalato il percorso su GPS e la lista delle geocache presso cui è transitato. Se non lo si preleva bisogna selezionare Scoperto che equivale a dire che è stato visto ed è l'opzione migliore per i geocacher alle prime armi.
Se il geocoin è in possesso di qualcuno si avranno 3 opzioni di log anziché 5: Scrivere una nota, Vederlo o Prenderlo direttamente dal possessore.
In genere un geocoin ha una missione da compiere, raggiungere una certa destinazione con un certo tipo di percorso e poi tornare dal suo proprietario dopo un certo periodo di tempo rispettando ulteriori condizioni e/o tappe obbligate. Il proprietario può tuttavia recuperarlo in qualsiasi momento o chiedere il rientro anzitempo.

## Siti di monitoraggio
Quando una cache segnalata su geocaching.com, un'icona (spesso diversa in base al singolo tipo di geocoin) appare in descrizione nell'inventario a lato della pagina principale.
Tra i siti di questo tipo abbiamo: 2002Canadian Geocoin, Utah Geocoin, Oregon State Coin e sigitem.com.
Servizi gratuiti di monitoraggio sono forniti da Geokrety, con un servizio completo su opencaching.us e parziale su tutti i siti simili.

## Furto
Succede spesso che un geocoin attivato venga "smarrito" o perché i geocacher nuovi non conoscono la procedura adatta o perché li scambiano per uno degli oggetti presenti liberamente e li prendono con sé anziché depositarli in un'altra cache. Una modalità per assicurarsi contro il furto è quella di farne una copia e rilasciare la stessa anziché l'originale.